# Walter Rickenbacher
Walter Rickenbacher, Pseudonym Numa Rick (* 8. Juli 1902 in Basel; † 20. Oktober 1973 ebenda), war ein Schweizer Maler, Grafiker und Ausstellungsgestalter. Sein Werk umfasst Plakate, Gebrauchsgrafik, Entwürfe für Bildteppiche und Glasmalerei, Collagen und Fassadenschmuck.

## Leben und Werk

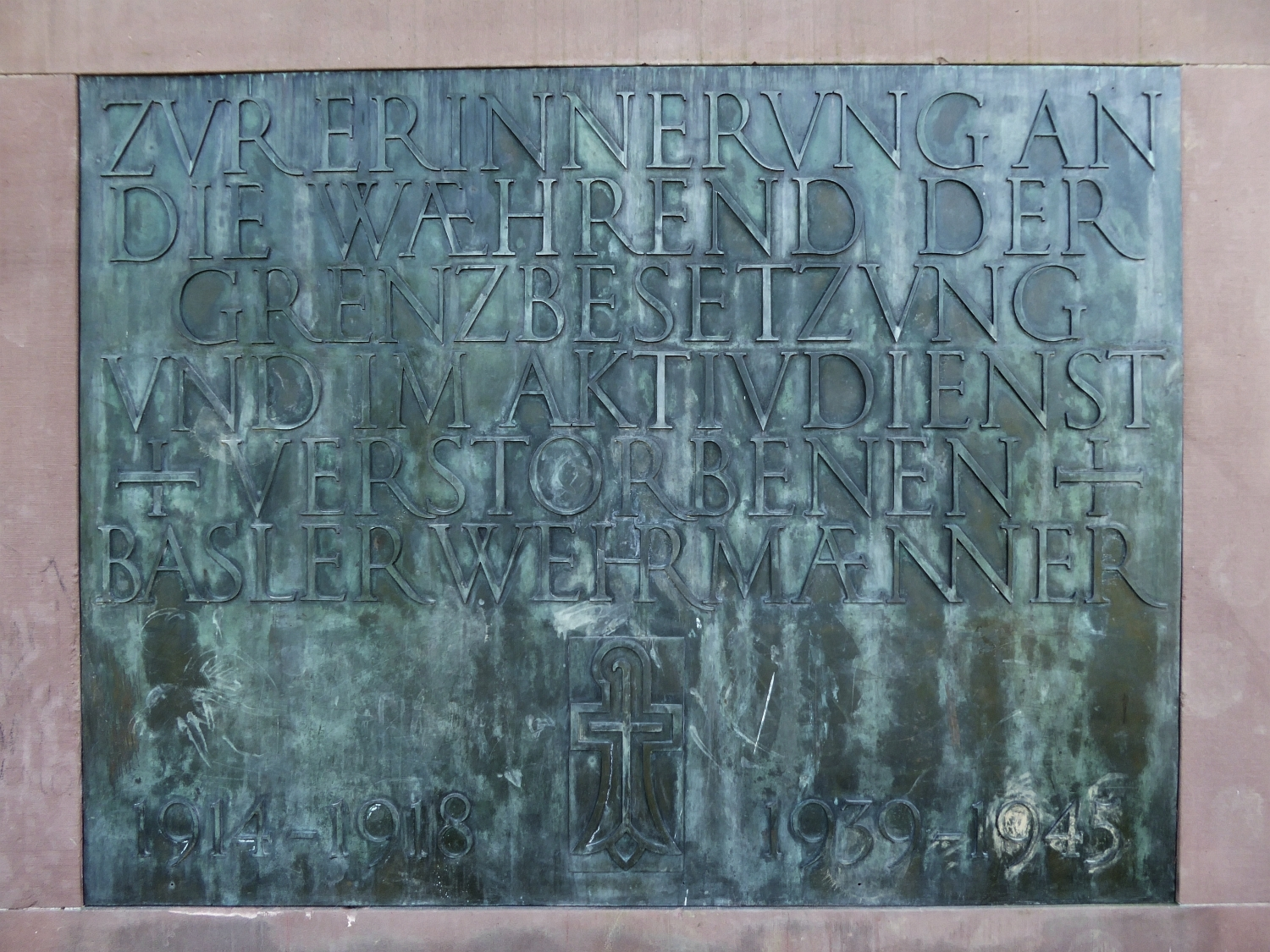
Bruderholz-Schanze. Wehrmanns-Denkmal

Walter Rickenbacher, der sich «Numa Rick» nannte, war ein Sohn des Walter Rickenbacher (1872–1958) und der Elise, geborene Waldmeier (1871–1957). Seine Schwester war Delly (Adèle) Rickenbacher (1900–1921).

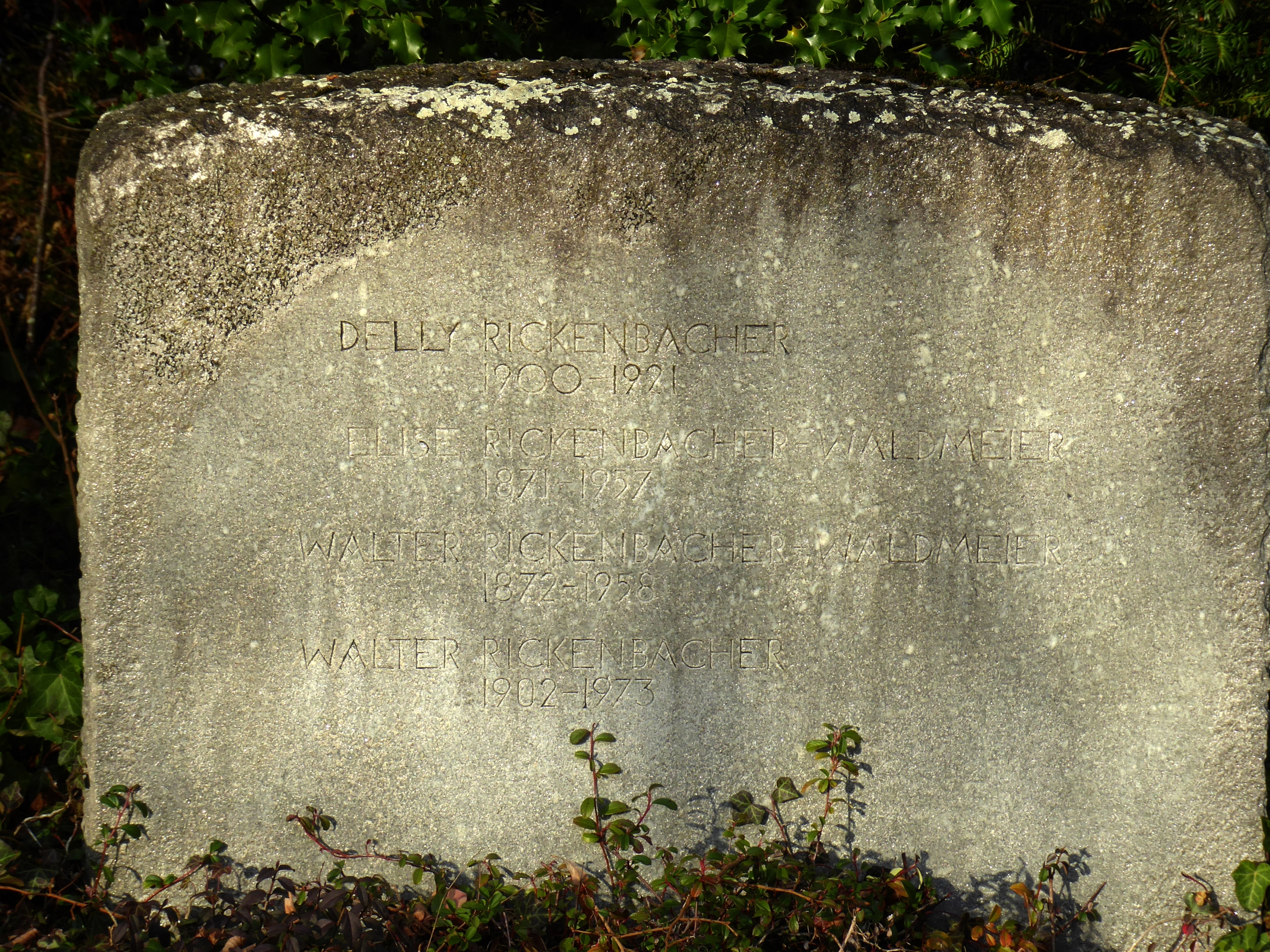
Grab auf dem Friedhof am Hörnli

Rickenbacher absolvierte eine kaufmännische Lehre und besuchte parallel dazu von 1918 bis 1920 Abendkurse an der Allgemeinen Gewerbeschule Basel. Anschliessend arbeitete er bei den von Ernst Keiser (1894–1960) gegründeten «Basler Werkstätten für Kunst und Gewerbe».
Ab 1924 lebte Rickenbacher in Paris und arbeitete als erfolgreicher freischaffender Gestalter und Maler. So war er 1937 für die Ausstellungsgestaltungen der Weltfachausstellung in Paris und für die Weltausstellung 1939 in New York tätig, zudem für die Schweizerische Landesausstellung 1939 in Zürich und für die Expo 64 in Lausanne.
Mit seinem Plakat, das er für die Mustermesse Basel 1933 schuf, erlangte er internationale Bekanntheit. 1946 wurde ein Plakat von Rickenbacher als Schweizer Plakat des Jahres ausgezeichnet.
1938 gehörte er zu den Mitbegründern des Verbands Schweizer Grafiker und war über viele Jahre in deren Vorstand tätig. Als der Zweite Weltkrieg ausbrach, kehrte Rickenbacher nach Basel zurück. Als freier Berater und Mitarbeiter für künstlerische und gestalterische Aufgaben war er für die Geigy AG und für Ciba tätig. Das Baudepartement Basel beauftragte 1955 Rickenbacher mit der Neugestaltung einer Bronzetafel für das Basler Wehrmanndenkmal auf dem Bruderholz.
Nebenberuflich arbeitete er von 1945 bis 1947 als Fachlehrer an der Allgemeinen Gewerbeschule Basel. Als Maler schuf er konstruktive Kompositionen. Walter Rickenbacher fand seine letzte Ruhestätte auf dem Friedhof am Hörnli.